# 5716 Pickard
5716 Pickard eller 1982 UH är en asteroid i huvudbältet som upptäcktes den 17 oktober 1982 av den amerikanske astronomen Edward L.G. Bowell vid Anderson Mesa Station. Den är uppkallad efter Elizabeth D. Pickard.
Asteroiden har en diameter på ungefär 9 kilometer.